# Короедов, Константин Николаевич
Константи́н Никола́евич Корое́дов (1862 — после 1912) — российский архитектор, гражданский инженер, представитель историзма, живший и работавший в Литве. 

## Биография
Первоначальное образование получил в Николаевском Александровском реальном училище. В 1882 году поступил в Петербургский институт гражданских инженеров, которое окончил в 1887 году со званием гражданского инженера и правом на чин X класса. В том же году назначен архитектором и инженером Яновского уезда Люблинской губернии.
В 1894—1904 годах занимал должность виленского городского архитектора. С 1910 года занимал должность гродненского губернского инженера.
Позднее работал во Владимире, Таврической губернии и Симферополе. Действительный статский советник (с 1913 года).

## Проекты
Для зданий, построенных по проектам Короедова, характерна массивность и пышно декорированные фасадами, с использованием элементов необарокко и неоренессанса. 
В Вильно по проектам Короедова было построено около сорока зданий. К важнейшим относятся 
- здание Еврейского театра (1895—1897) на нынешней улице Наугардуко 10/2 (Naugarduko g. 10/2, ныне Центр толерантности — филиал Еврейского музея имени Гаона);
- самый ранний в Вильно пример архитектуры модерна — деревянный павильон в Бернардинском саду (1902; не сохранился), построенный для выставке сельского хозяйства и промыслов и позднее приспособленный для выставки Художественного общества „Sztuka“ (1903), затем для летнего Польского театра (1907);
- Городской зал с концертными залами и гостиницей «Гранд отель» (1899—1902; ныне Национальная филармония Литвы);
- административные здания Главного управления коневодства на улицах Вивульскё (Vivulskio g. 2, 1898) и Йоно Басанавичяус (J. Basanavičiaus g. 12, 1900 и J. Basanavičiaus g. 14, 1902).

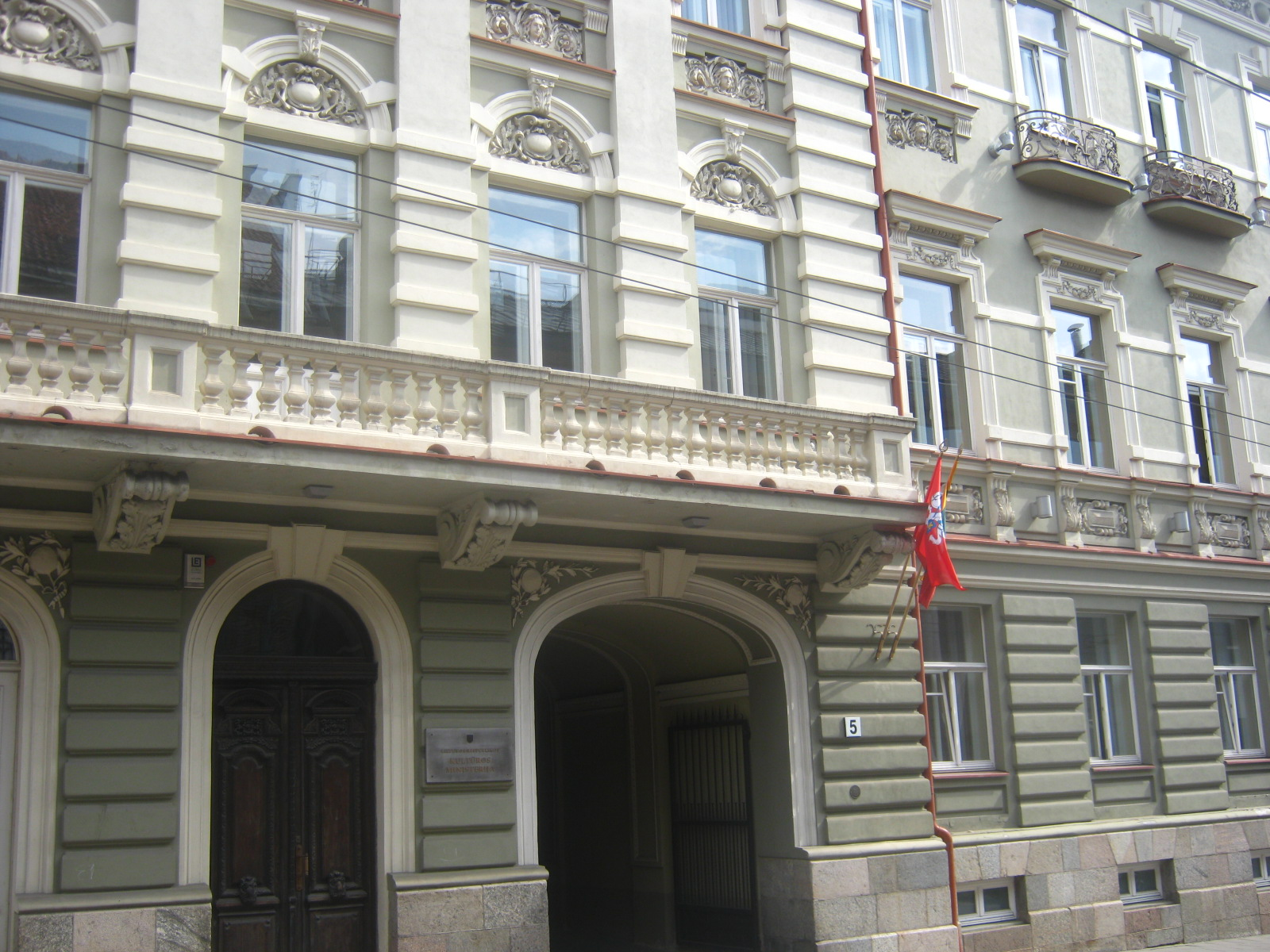
Дом Бунимовича. Фрагмент фасада

Четырёхэтажный дом Исаака Смаженевича с гостиницей «Бристоль», театральным залом и магазинами, зимним садом, квартирами (1899—1900) на Георгиевском проспекте (нынешнем проспекте Гедимино, Gedimino per. 22–24) — одно из самых роскошных зданий в городе.

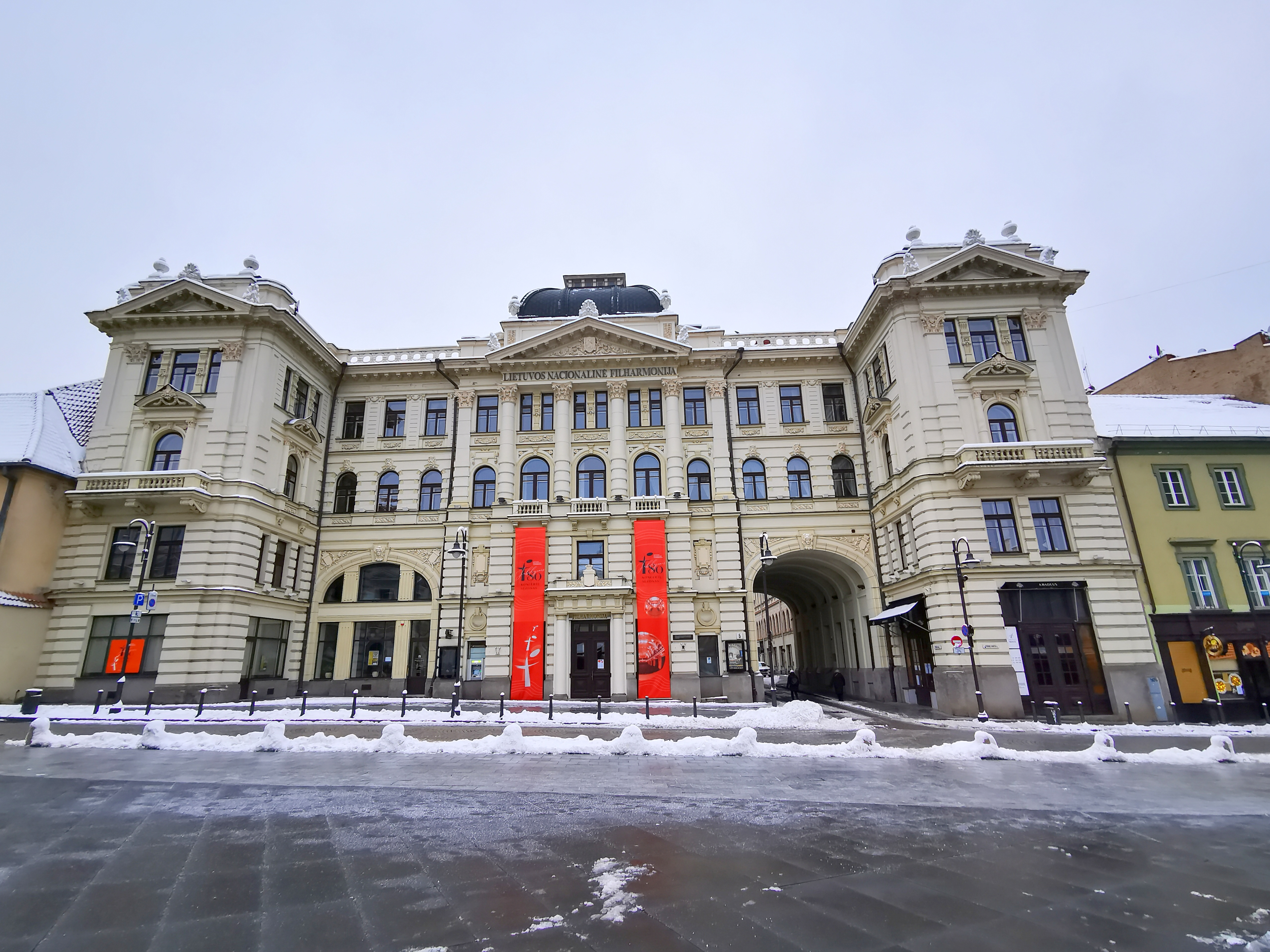
Городской зал

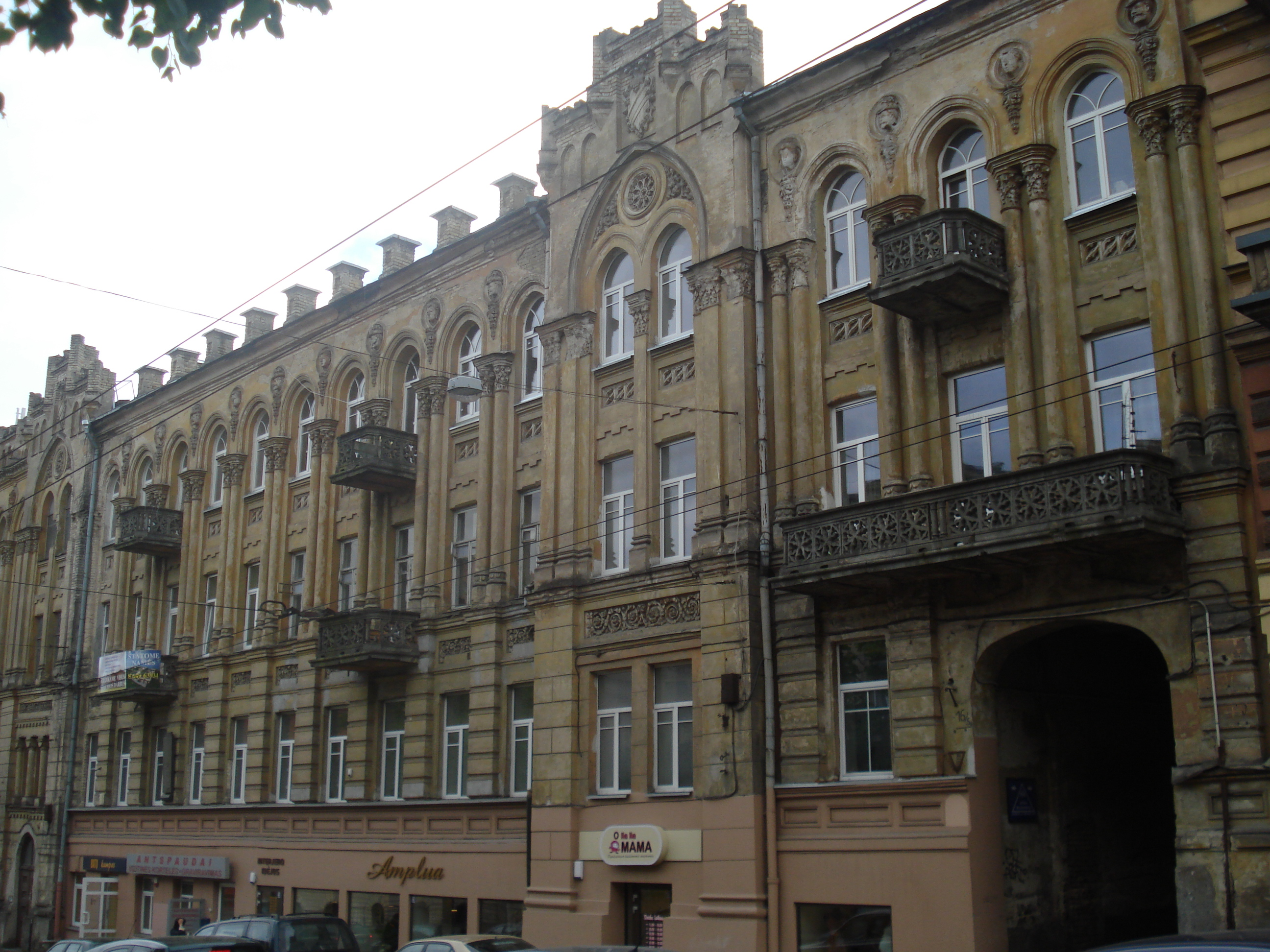
Дом Гирши Янова

Кроме того, архитектору принадлежат проекты зданий библиотеки М. Страшуна между Большой синагогой и Еврейской улицей (1896; не сохранилось), доходные дома Беньямина Менакера на улице Шопено (Šopeno g. 6, 1894), Гирша Янова на улице Басанавичяус (J. Basanavičiaus g. 16, 1897), Израиля Бунимовича (J. Basanavičiaus g. 5, 1900; в качестве объекта регионального значения охраняется государством, код в Регистре культурного наследия Литовской Республики 288), А. Ареста (Vilniaus g. 2, 1897).
Реконструировал ряд зданий; в частности, в 1898—1899 годах реконструировал дом купца Израиля-Элии Блоха на улице Завальной (ныне Пилимо, Pylimo g. 22). Здание включено Регистр культурного наследия Литовской Республики в качестве объекта регионального значения, охраняется государством (код 12507).